# El Morro National Monument
El Morro National Monument ist ein US-amerikanisches Nationalmonument und liegt rund 200 Kilometer westlich von Albuquerque im Nordwesten des US-Bundesstaates New Mexico. Zentrales Element des Nationalmonuments ist der Inscription Rock (Inschriftenfelsen), eine gigantische Felsformation, die in der sonst sehr flachen Wüstenlandschaft aus allen Richtungen bereits von weitem ins Auge sticht. Hiervon leitet sich auch der Name ab: als morro wird im Spanischen ein markanter Felsen, der als Orientierungspunkt dient, bezeichnet.
Diesem Umstand und einem natürlichen Wasserbecken an seiner Basis verdankt El Morro, dass seit Jahrhunderten alle Arten von Reisenden in seinem Schatten Rast machten oder ihr Nachtlager aufschlugen. In dem Bestreben, Zeugnis von ihrer Anwesenheit zu geben, gravierten im Lauf der letzten Jahrhunderte mehr als 2000 Reisende ihre Namen, das Datum oder ihre Geschichten in den Sandstein des Inscription Rock.
Das Volk der Zuñi, der direkten Nachfahren der Anasazi nennt das Felsmassiv A'ts'ina (Ort der Felsinschriften), die Spanier El Morro (Landzunge), die Amerikaner schließlich prägten die Bezeichnung Inscription Rock. Verbindendes Element dieser Gruppen ist, dass sie alle gravierte Spuren ihrer Anwesenheit (Carvings) an den Flanken des Felsens zurückgelassen haben.

## Geschichte
Der Inscription Rock im El Morro National Monument liegt geographisch auf einer seit Jahrhunderten etablierten Ost-West-Achse durch das Gebiet des heutigen New Mexico.
Vor etwa 2000 Jahren begannen die Anasazi sesshaft zu werden, und im Laufe der Zeit entstanden in diesem Gebiet erste Siedlungen. Die Überreste dieser Siedlungen sind noch heute über den gesamten Südwesten der USA verstreut. Auch am Plateau von El Morro National Monument finden sich Überreste von Siedlungen dieser Kultur. Lange bevor Europäer dieses Gebiet erstmals erreichten, hatten bereits die amerikanischen Ureinwohner begonnen, Felszeichnungen (Petroglyphen) im Gebiet des heutigen Nationalmonuments anzufertigen.
Als erstes Zeugnis eines Europäers im El Morro National Monument gilt die Inschrift des spanischen Conquistadores Don Juan de Oñate aus dem Jahr 1605: Pasó por a[qu]í, el adelantado Don J[ua]n de Oñate del descubrimiento de la mar del sur a 16 de Abril de 1605 (sinngemäß: Hier zog Don Juan de Oñate auf einer Südsee-Expedition am 16. April 1605 vorüber).
Doch die Geschichte der Inschriften am Inscription Rock hatte eben erst begonnen. Mehr als zwei Jahrhunderte später, im Jahre 1849, besuchten James H. Simpson und Richard Kern im Verlauf einer Armee-Expedition in dieses Gebiet auch den Inscription Rock. Sie waren von den bereits damals vorhandenen Inschriften so beeindruckt, dass sie zwei volle Tage damit verbrachten, diese abzuzeichnen und zu archivieren. Simpsons Bericht und Kerns Zeichnungen waren die ersten schriftlichen Erwähnungen des Felsens. Bald schon war die so genannte El-Morro-Route ein bekannter Siedlerweg nach Kalifornien. Über die nächsten Jahrzehnte machten immer häufiger amerikanische Reisende Halt am El Morro. Dazu zählten Siedler, Forscher, Armeeangehörige und ein Vorauskommando der Union-Pacific-Eisenbahn.
Eine besondere Episode stellt der Besuch von P. Gilmer Breckinridge, Henry C. Wayne und Edward F. Beale aus dem Jahr 1859 dar. In dem Versuch, das Problem der mangelnden Wasserversorgung auf den Weg zwischen den Staaten Mississippi und Kalifornien zu lösen, hatten sie im Auftrag der US-Armee in Ägypten und der Türkei zahlreiche Kamele erstanden. Mit diesen wollten sie beweisen, dass der Einsatz von Kamelen im Südwesten der USA deutliche Vorteile gegenüber dem Einsatz der üblichen Zugtiere hatte. Als der Trail im Dezember dieses Jahres in Los Angeles ankam, löste er tumultariges Aufsehen aus. Mit dem Ausbruch des Amerikanischen Bürgerkrieges ging jedoch auch dieses Kapitel amerikanischer Geschichte zu Ende.

### Das Nationalmonument
Am 8. Dezember 1906 wurde der Inscription Rock und ein ihn umgebendes Gebiet von rund 486 Hektar gleichzeitig mit dem Montezuma Castle in Arizona von Präsident Theodore Roosevelt zum Nationalmonument erklärt. Seit dieser Zeit ist es per Bundesgesetz verboten, Inschriften auf Felsen innerhalb des Areals anzubringen. Der National Park Service hat allerdings am Eingang des Besucherzentrums einen kleinen Felsen anbringen lassen, auf dem dies ausdrücklich erlaubt ist.

## Pueblo Atsinna

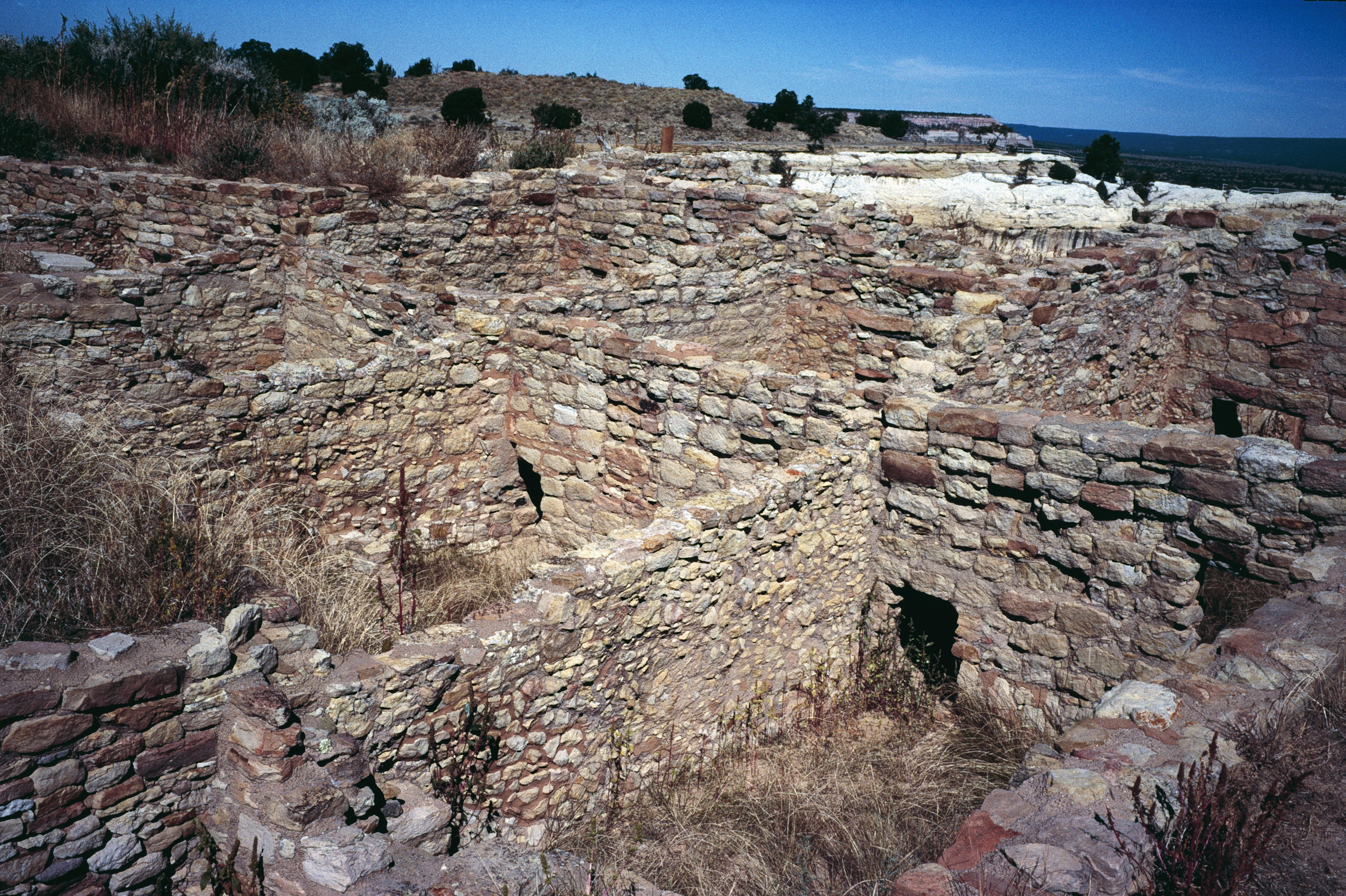
Pueblo Atsinna

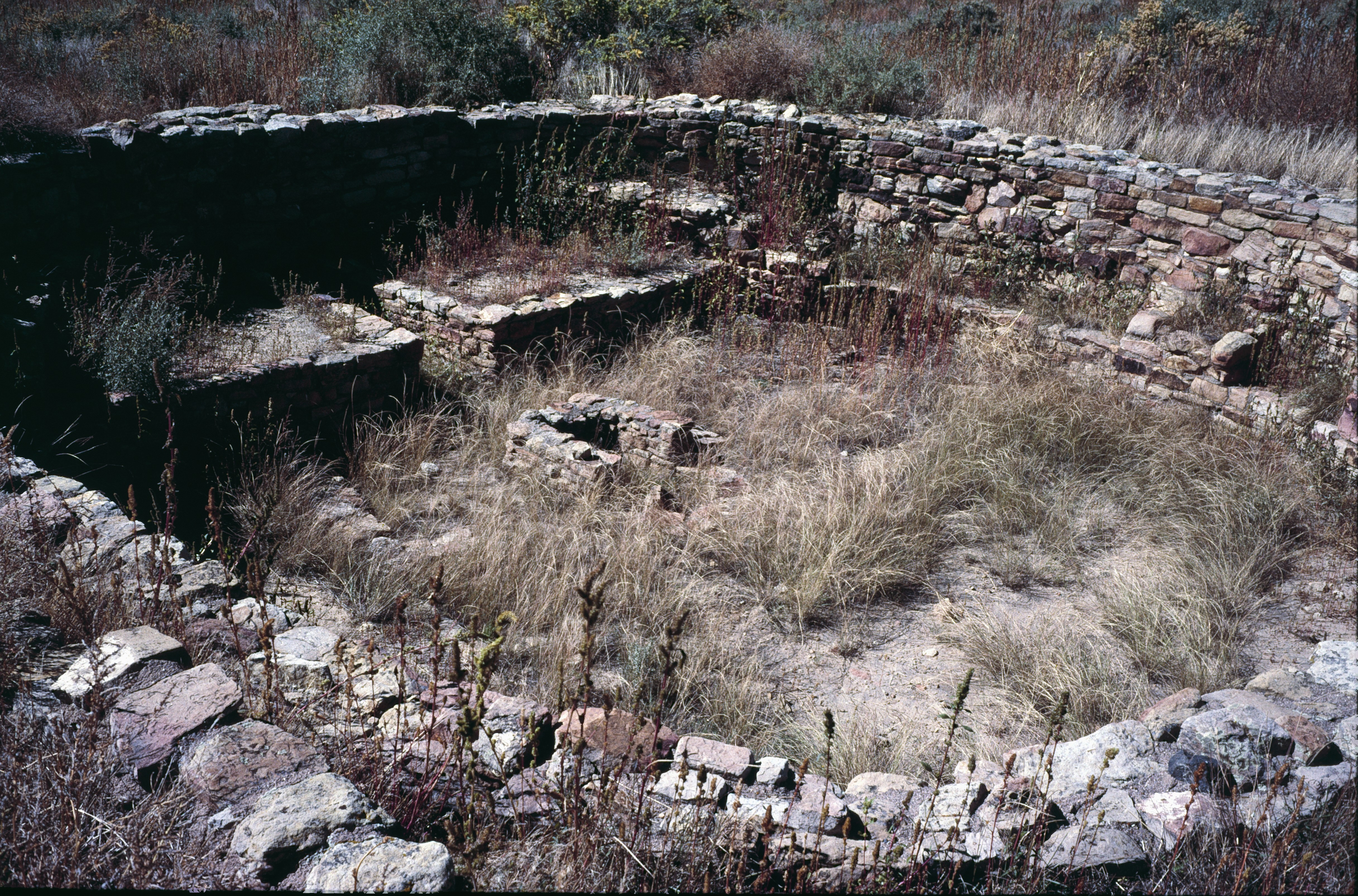
Kiva in Atsinna

Auf der ebenen Oberfläche des Inscription Rock liegt das nur zu einem kleinen Teil freigelegte Pueblo Atsinna. Die Siedlungsgeschichte beginnt um 400, wie Grubenhäuser in der Nähe belegen. Um 1250 wurden kleinere Siedlungen auf dem Felsen angelegt, vermutlich weil Bewohner der Region wegen verschlechterter Klimabedingungen in höher gelegene Teile zogen, wo stärkerer Niederschlag zu erwarten war. Atsinna entstand, als die kleineren Pueblos nach 1275 zu Gunsten von Atsinna aufgegeben wurden. Atsinna bestand aus zwei konzentrischen Vierecken mit zusammen mehr als 500 Räumen um einen großen zentralen Hof. Da keine Eingänge von außen vorhanden waren, konnte man nur über Leitern in das Pueblo gelangen. Bei den archäologischen Untersuchungen durch Richard B. Woodbury um 1950 wurde eine komplexe Wasserversorgung festgestellt, die sich aus natürlichen Felsvertiefungen und künstlichen Rückhaltebecken speiste. Bald nach 1300 wurde auch Atsinna wieder aufgegeben und seine Bewohner zogen zu ihren früheren Siedlungen in der Nähe von Zuni.